# تعددية (فلسفة سياسية)

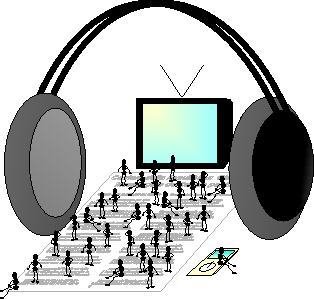

التعددية، (بالإنجليزية: Pluralism)‏، التعددية كفلسفة سياسية، هي الاعتراف والتأكيد على التنوع داخل الهيكل السياسي، والتي يُنظر إليها على أنها تسمح بالتعايش السلمي، بين المصالح والمعتقدات، وأنماط الحياة المختلفة.
بينما لا يدعو جميع التعدديين السياسيين، إلى الديمقراطية التعددية، إلا أن هذا هو الأكثر شيوعًا، حيث غالبًا ما يُنظر إلى الديمقراطية على أنها أكثر طريقة عادلة، وفعالة للتوسط بين القيم المنفصلة.
وكما قال أشعيا برلين، زعيم التعددية، «دعونا نتحلى بشجاعة جهلنا المعترف به وشكوكنا وشكوكنا. على الأقل يمكننا أن نحاول اكتشاف ما يطلبه الآخرون... عن طريق... تمكين أنفسنا من معرفة الرجال كما هم، من خلال الاستماع إليهم بعناية وتعاطف وفهمهم وحياتهم واحتياجاتهم...». وبالتالي، تحاول التعددية تشجيع أفراد المجتمع على استيعاب خلافاتهم، عن طريق تجنب التطرف (الالتزام بقيمة واحدة فقط، أو على الأقل رفض الاعتراف بالآخرين على أنهم شرعيون) والانخراط في حوار بحسن نية. يسعى التعدديون أيضًا إلى بناء أو إصلاح المؤسسات الاجتماعية، لكي تعكس وتوازن المبادئ المتنافسة.
واحدة من الحجج الأكثر شهرة للتعددية المؤسسية، جاءت من جيمس ماديسون، في الصحيفة الفيدرالية رقم 10.
خشي ماديسون من أن الحزبية، ستؤدي إلى القتال في الجمهورية الأمريكية الجديدة، وكرس هذه الورقة للتساؤل حول أفضل طريقة لتجنب مثل هذا الحدوث. ويفترض أنه لتجنب الحزبية، من الأفضل السماح للعديد من الفصائل المتنافسة (الدعوة إلى مبادئ أساسية مختلفة) لمنع أي شخص من الهيمنة على النظام السياسي. ويعتمد ذلك، إلى حد ما، على سلسلة من الاضطرابات التي تغير من تأثير الجماعات لتجنب الهيمنة المؤسسية وضمان المنافسة. مثل إدموند بيرك، يتعلق هذا الرأي بالتوازن، وإخضاع أي مبدأ تجريدي واحد لتعددية أو انسجام واقعي للمصالح.
تدرك التعددية، أن بعض الشروط قد تجعل التفاوض بحسن نية مستحيلاً، وبالتالي فهي تركز أيضًا على أفضل الهياكل المؤسسية، التي يمكن أن تعدل أو تمنع مثل هذا الموقف. تدعو التعددية إلى التصميم المؤسسي بما يتماشى مع شكل من الواقعية العملية هنا، مع الاعتماد الأولي للهياكل الاجتماعية التاريخية القائمة المناسبة عند الضرورة.
«التعددية»، بالمعنى العام، تأكيد وقبول للتنوع بكافة أشكاله. يستخدم هذا المصطلح غالبا بعدة طرق في العديد من القضايا. ففي السياسة، يكون تأكيد التنوع في الاهتمامات والمعتقدات للمواطنين، أحد أهم خواص الديمقراطيات الحديثة. أما في العلوم فيستخدم المصطلح ليشير إلى أن عدة نظريات، أو طرق أو وجهات نظر مقبولة وممكنة لتفسير ظاهرة ما. وان هذا الموقف هو المفتاح الأساس لتطور العلوم. يستخدم المصطلح أيضا في سياقات دينية أو فلسفية.

## الصالح العام
الصالح العام ترتبط التعددية بالأمل في أن تؤدي عملية الصراع والحوار هذه إلى الصالح العام.
هذا الصالح العام، ليست قيمة مجردة أو ثابتة، ولكن محاولة الموازنة بين المصالح الاجتماعية المتنافسة، التي ستتغير باستمرار، بالنظر إلى الظروف الاجتماعية الحالية.
من بين أنصار الفلسفة السياسية المعاصرة لمثل هذه النظرة: اشعيا برلين، ستيوارت هامبشير، بيرنارد ويليامز.
كانت هناك نسخة سابقة من التعددية السياسية، تمتلك تيارًا قويًا، في تشكيل الديمقراطية الاشتراكية (لتحقيق التوازن بين المثل الاشتراكية، والرأسمالية)، مع المنظرين الأوائل، مثل: هارولد لاسكي، وجورج كول، بالإضافة إلى أعضاء بارزين آخرين في الجمعية الفابية البريطانية. في الولايات المتحدة، يمكن القول إن «طريق الوسط» للرئيس إيزنهاور، كان مدفوعًا بالإيمان بالتعددية السياسية.

## توضيح
لكي تعمل «التعددية»، ولكي تنجح في تحديد الصالح العام، يجب على جميع المجموعات، الموافقة على الحد الأدنى من الإجماع، على أن القيم المشتركة تستحق المتابعة على الأقل.
وبالتالي فإن أهم قيمة أساسية: هي قيمة الاحترام المتبادل، أو التسامح. وإذا لم يكن مثل هذا الحوار قائما، فمن المحتمل أن يكون التطرف، والإكراه، البدني أمرًا لا مفر منه.